# Садиба Михальських-Бібікових

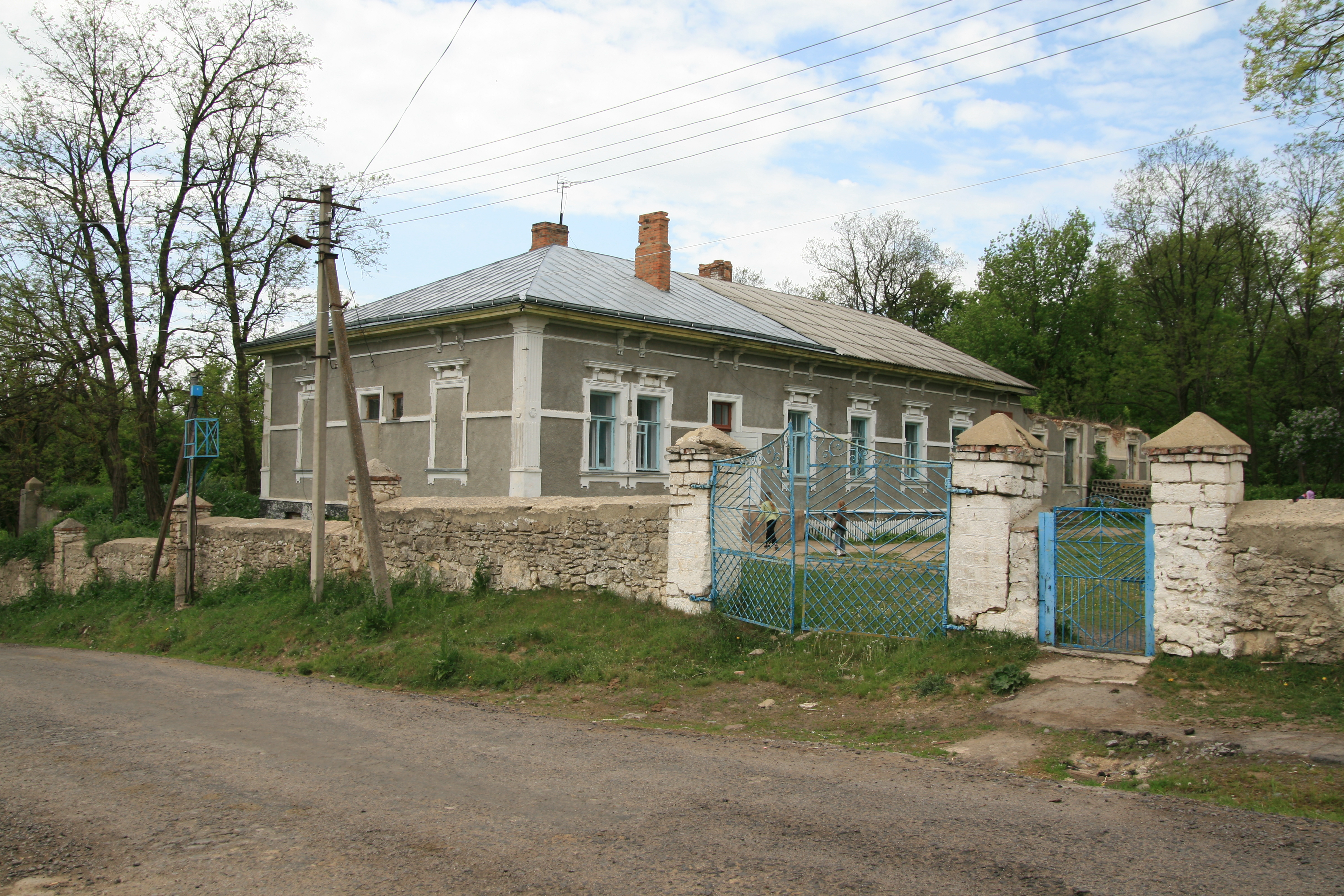

Садиба Михальських—Бібікових — пам'ятка культурної спадщини України місцевого значення у с. Верхівка Барського району Вінницької області. Садиба розташована на центральній вулиці села, на березі річки Лядова. Площа садиби разом із садом 1,5 га. Взята на облік згідно розпорядження представника Президента України ОДА від 14.07.94 р. №209, охоронний № 233-М/0.

## Історія
Спочатку садиба належала родині Михальських, а пізніше Бібіковим. З 1825 по 1830 роки в будинку бував Юліуш Словацький видатний польський поет демократ, співець польського революційного романтизму.
У село Верхівку до власників маєтку панів Михальських Ю. Словацький приїжджав у період студентських канікул, звідси влітку 1827 року разом із Зеноном Михальським (сином господарів) відправився у подорож по Україні. Написав ряд творів на українську тематику, вивчав пісні та перекази українського народу. В поемі «Беньовський» Ю. Словацький описав верхівський гай, названий Юлінками на честь дочки місцевого поміщика Юлії Михальської, в яку поет був закоханий. У його поемі описані події 1768 року в Польщі та на Україні, краєвиди міста Бара та села Верхівка на річці Лядова, штурм Барської фортеці. Мешканці та пейзажі сіл Верхівка, Лядова відображені в його драмах «Срібний сон Соломеї», «Ксьондз Марек», «Голштинський», нескінченій повісті — «Король Лядови».

## Сучасність
У приміщенні колишнього маєтку працює загальноосвітня школа I—III ступенів. Будівля має розмір 25 х 15×5 м., дах двох схильний шатровий дах, покритий шифером.

## Відомі учні
У семирічній школі села навчалися три Герої Радянського Союзу:
- Богатир Петро Устинович (1914—1959) — уродженець села Гулі Барського району. Роки навчання з 1921 по 1928.
- Медвецький Микола Васильович (1917—1944) — уродженець села Буцні Барського району. Роки навчання з 1924 по 1931.
- Щербаков Олег Миколайович (1925—1945) — уродженець міста Одеса, сім'ї військовослужбовця. З 1934 року проживав у селі Верхівка. Роки навчання з 1934 по 1939.